# Scrisoarea IV
„Scrisoarea IV” este o poezie scrisă de Mihai Eminescu, publicată pentru prima oară pe 1 septembrie 1881 în revista Convorbiri literare. În „Scrisoarea IV”, poetul satirizează profanarea sentimentului de iubire într-o lume incapabilă de a depăși interese meschine.